# Ázsiai rózsásszárnyúpinty
Az ázsiai rózsásszárnyúpinty (Rhodopechys sanguineus) a madarak osztályának verébalakúak (Passeriformes) rendjébe és a pintyfélék (Fringillidae) családjába tartozó faj.

## Rendszerezése
A fajt John Gould angol ornitológus írta le 1838-ban, a Fringilla nembe Fringilla sanguinea néven.

## Előfordulása
Afganisztán, Azerbajdzsán, Grúzia, India, Irán, Irak, Izrael, Kazahsztán, Kína,
Kirgizisztán, Libanon, Pakisztán, Palesztina, Oroszország, Örményország, Szíria, Tádzsikisztán, Törökország, Türkmenisztán és Üzbegisztán területén honos. Természetes élőhelyei a mérsékelt övi gyepek, sziklás környezetben. Vonuló faj.

## Megjelenése
Testhossza 18 centiméter, szárnyfesztávolsága 30-34 centiméter, testtömege 30-33 gramm.

## Életmódja
Magokkal táplálkozik.

## Természetvédelmi helyzete
Az elterjedési területe rendkívül nagy, egyedszáma pedig stabil. A Természetvédelmi Világszövetség Vörös listáján nem fenyegetett fajként szerepel.